# 고쿠분 타이치
코쿠분 타이치(일본어: 国分 太一, 1974년 9월 2일 ~ )는 일본의 배우, 가수, 캐스터이며, 밴드 형태의 아이돌 그룹 TOKIO의 키보드 담당이다.
도쿄도 히가시쿠루메시 출신. 주식회사 TOKIO 소속.

## 내력
도쿄 도 히가시쿠루메 시 출신. 히가시쿠루메 시립 히가시나카 학교 졸업. 도쿄 도립 요요기 고등학교 입학, 토시마 가쿠인 고등학교 중퇴. TOKIO 결성 전에는 헤이케하에 소속한 것 외, 현재의 SMAP의 전신인 스케이트 보이즈에도 가입. SMAP 결성 당초에도 서포트 멤버로서 참가하고 있었다.
- 1988년 1월 31일, 쟈니즈 사무소에 입소 (동기는 사카모토 마사유키).
- 1988년 10월 12일, 텔레비전 드라마 《위험한 소년 III》 (TV 도쿄)로 배우 데뷔.
- 1990년, 헤이케하 멤버였다 죠시마 시게루가 리더를 맡는 밴드 〈TOKIO〉의 결성에 참가.
- 1994년 9월 21일, 《LOVE YOU ONLY》로 CD 데뷔를 한다.
- 1994년 10월 11일, 텔레비전 드라마 《야가미군의 가정 사정》(TV 아사히)로 드라마 첫 주연.
- 2005년, 영화 《판타스티포》로 영화 첫 출연에 첫 주연(도모토 쯔요시와 더블 주연).
- 2007년 5월 26일, 영화 《말해도 말해도》로 단독 첫 주연을 맡고 수상을 받는다.
- 2008년, 일본 면업 진흥회 《COTTON USA 상품》 Mr. 부문 수상.
- 2011년 2월 27일, 도쿄 마라톤에 출장[1].
- 2013년 3월 23일, 영화 《말해도 말해도》 이래, 6년 만에 영화 《괜찮아 3반》으로 주연을 맡는다.
- 2014년 3월 31일, TBS 《잇푸쿠!》의 사회를 맡는다[2].

## 인물
- 초기에는 연주를 하고 있는 〈척〉 뿐이었다고 하는 소문이 퍼지고 있지만, 이것은 가요 프로그램 등에서는 통례로서 실제 연주는 아니고 〈음원에 맞추어 악기를 연주하는 체를 하는 것〉으로 출연하고 있던 것으로부터로, CD 데뷔 전후에는 특히 코쿠분이 하는 모습이 별로 능숙하지 않고, 부자연스러운 부분도 있던 것으로부터 퍼져 버렸던 것이다. 그러나 콘서트에서는 데뷔 후 얼마 되지 않은 무렵부터 제대로 연주하고 있어, 애드립 플레이 등도 가거나 한다.
- 멤버 나가세 토모야와는 사적으로 풋살이나 게임을 하는 사이이며, SMAP의 나카이 마사히로와는 메일 친구, 아라시의 니노미야 카즈나리와는 술친구이다.
- 취미는 고추나 허브 등의 가정 채소밭, 캔들 수집이다.
- 밴드명의 의미 대로의 도쿄 도 출신인 멤버는, 현 멤버로 코쿠분 뿐이다.
- 피로 기회가 적기 때문에 별로 알려지지 않지만, 춤의 레벨이 꽤 높고, 백 턴도 할 수 있다[3].
- 식사 시에 젓가락은 왼손으로 들지만, 잘 쓰는 쪽의 팔은 오른손이다.
- 가수 aiko와 장기에 걸쳐 교제하고 있었지만, 2007년 2월 17일 날짜의 스포츠 호치에서 파국 했다고 보도되었다. 그 후, 양쪽 모두 파국을 인정하는 코멘트를 공표했다.
- 최근, 이를 교정 수술했다고, 《더 소년구락부 프리미엄》에서 스스로 말했다.
- 드라마 《동창회》에서 웨딩 드레스차림을 보인 장면은 당시 신문에 크게 게재되어 그 후, 〈모친이 울었다〉라는 것.[4]
- 사카모토로부터 〈사무소에 복귀하고 싶다〉라고 하는 전화를, 본인이 말하기를 〈가볍게〉 맡은 바로 후에 사장에게 전화해, 사카모토가 돌아오고 싶다고 하는 일을 전해, 본인이 말하기를 〈사장은 더 가벼웠다〉[5].
- 도쿄 마라톤 2011에 참가해, 4시간 30분 41초에 완주했다.[6]

## 출연

### 텔레비전 드라마
- 위험한 소년 III (1988년, TV 도쿄) ※TV 드라마 작품 데뷔

외

### 영화
- 판타스티포 (2005년) - 더블 주연·코이노보리 토라지 역 ※영화 첫 주연·출연작
- 말해도 말해도 (2007년) - 주연·콘자쿠테이 미츠바(토야마 타츠야) 역
- 괜찮아 3반 (2013년) - 주연·시라이시 유사쿠 역

## 수상력
- 2007년 제62회 마이니치 영화 콩쿠르 배우부문 주연남우상 『しゃべれども しゃべれども』
- 2008년 제5회 COTTON USA 어워드 Mr.부문